# Bogdan Osolnik

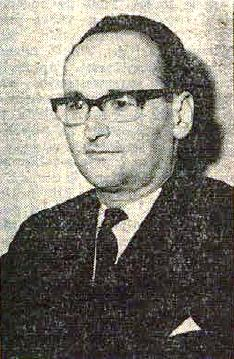
Bogdan Osolnik

Bogdan Osolnik (13 de maio de 1920 — 16 de maio de 2019) foi um diplomata esloveno. Foi representante da então Iugoslávia na Comissão MacBride entre 1978 e 1980.